# Андриановка (Омская область)
Андриановка — деревня в Русско-Полянском районе Омской области России. Входит в состав Солнечного сельского поселения.

## География
Деревня находится юго-восточной части Омской области, в степной зоне, в пределах Ишимской равнины, на расстоянии примерно 7 километров (по прямой) к западу-северо-западу (WNW) от посёлка городского типа Русская Поляна, административного центра района. Абсолютная высота — 130 метров над уровнем моря.

## Население
| 2010 |
| ---- |
| 210  |

Половой состав
По данным Всероссийской переписи населения 2010 года в гендерной структуре населения мужчины составляли 41,9 %, женщины — соответственно 58,1 %.
Национальный состав
Согласно результатам переписи 2002 года, в национальной структуре населения казахи составляли 47 % из 265 чел., украинцы — 26 %.

## Улицы
Уличная сеть деревни состоит из двух улиц.